# 進和建設工業
進和建設工業株式会社（しんわけんせつこうぎょう）は、大阪府堺市に本社を置く建設会社。
主な事業は資産活用と住宅。現在ではペット、子育て、学生、などの入居を限定した、コンセプトマンションを提案している。
サービス付き高齢者向け住宅を主力商品として展開している。

## 沿革
- 1968年 現所在地にて創業。
- 1970年 進和会（協力業者の会）の発足
- 1978年 元代表取締役　西田芳明　社長就
- 1988年 資本金2,000万円に増資
進和ホーム株式会社設立
- 1989年 第9回大阪都市景観建築賞　奨励賞受賞
- 1991年 新社屋竣工。
- 1992年 進和建設設計事務所設立。
- 1993年 株式会社進和コーポレーション設立
資本金5,000万円に増資
- 1995年 堺税務署より優良法人表彰。
- 1997年 私募債の発行。
- 1999年 ISO 9001認証取得
モデルハウス「暮らし工房」オープン
- 2001年 ISO 14001認証取得。
- 2003年 メディカルケアサービス大阪設立
資産パートナープランナーズ設立
- 2004年 株式会社進和不動産設立
- 2005年 堺税務署から３度目の優良法人に認定
- 2008年 株式会社サムズアップ設立

## 資産活用事業
資産活用の提案としてコンセプトマンションの施行
提案内容：賃貸マンション、サービス付き高齢者向け住宅、木造アパート、戸建賃貸

## 住宅事業
注文住宅の設計・施工

### 商品
RCマンション
- プログレス
- ベヌスタ
- コルノ

アパート
- 煉瓦の家

戸建賃貸
- キューブメント

木造住宅
- 無添加住宅
- ゆいの家
- 香の家
- 風家

サービス付き高齢者向け住宅

## 中古再生事業
RC賃貸マンションのリノベージョン、コンバージョン

## 不動産事業
仲介売買

## 関連会社
- 進和ホーム
- 進和不動産
- 資産パートナープランナーズ
- 株式会社サムズアップ